# Dijon (travhäst)
Dijon, född 29 april 2013, är en fransk travare som tävlade 2015–2020. Han tränades och kördes av Romain Derieux i Frankrike.
Dijon började tävla i november 2015, och sprang under sin tävlingskarriär in 10,7 miljoner kronor på 50 starter, varav 13 segrar, 7 andraplatser och 4 tredjeplatser. Han tog karriärens största seger i Elitloppet (2019).
Bland hans andra stora segrar räknas Prix Abel Bassigny (2016), Gran Premio Tino Triossi (2017), Giuseppe Biasuzzi Memorial (2017) och Europeiskt femåringschampionat (2018). Han har även kommit på andraplats i Prix de Washington (2018) och Grand Critérium de Vitesse (2019) samt på tredjeplats i Prix du Luxembourg (2019) och Grand Critérium de Vitesse (2018) och fjärdeplats i Prix de France (2019).

## Besök i Sverige

### Fyraåringseliten
Dijon gjorde sin första start på svensk mark den 28 maj 2017 i Fyraåringseliten under Elitloppshelgen på Solvalla. Loppet vanns av den svensktränade hästen Love Matters, och Dijon diskvalificerades för galopp.

### Elitloppet
Den 12 mars 2019 blev Dijon den tredje hästen att bjudas in till 2019 års upplaga av Elitloppet. Tränare Romain Derieux bjöds in av Solvallas sportchef Anders Malmrot i Solvallas Elitloppsstudio efter att ha varit tvåa i Grand Critérium de Vitesse.
Elitloppet gick av stapeln den 26 maj 2019 på Solvalla. Dijon startade från spår 8 i sitt kvalheat, och slutade där trea bakom Aubrion du Gers och Propulsion. I finalen startade han från spår 5, och tog omedelbart hand om ledningen. Väl på upploppet var det ingen som nådde Dijon, som vann loppet före Aubrion du Gers och Makethemark. Efter målgången studerades löpningsfilmen i över tio minuter, utan fastställt resultat. Det som kontrollerades på filmen var så att Dijon var i trav, och inte passgång eller tölt. Dijon ropades senare ut som slutgiltig vinnare.
I maj 2020 meddelade Romain Derieux att Dijon avslutar sin tävlingskarriär, och kommer framöver att vara verksam som avelshingst.